# Lil Green
Lilian Green (Vicksburg, Misisipi, 22 de diciembre de 1919 - Chicago, 14 de abril de 1954) fue una cantante de blues, que tuvo su momento de mayor éxito a comienzos de los años 1940.
Se trasladó a Chicago en 1929, junto con su familia, y comenzó a cantar en los clubs locales desde muy joven. Desde 1939, comienza a grabar discos para Lester Melrose, en muchos de los cuales estaba acompañada por Big Bill Broonzy, obteniendo un gran éxito y buenas ventas, especialmente tras su triunfal concierto en el Apollo Teather, en 1944. Sin embargo, su estilo sofisticado y sensual, no logró superar la etapa de posguerra, ni siquiera cuando, entre 1949 y 1951, intentó reconvertirse en cantante de jazz, al estilo de Billie Holiday, por lo que acabó desapareciendo de la escena musical, presa de una profunda depresión, hasta que falleció de una neumonía, en 1954.